# Kootenay River
Kootenay River eller Kootenai River är en biflod till Columbiafloden. Floden är namngiven efter stammen av den ursprungsbefolkning (som stavas Kootenay i Kanada och Kootenai i USA) som bodde vid floden. Floden har även kallats Flatbow River tidigare.